# الدوري اللاتفي الممتاز 1928
الدوري اللاتفي الممتاز 1928 (باللاتفية: 1928. gada Latvijas futbola Virslīgas sezona)‏ هو الموسم 8 من الدوري اللاتفي الممتاز. أشرف على تنظيمه اتحاد لاتفيا لكرة القدم، وكان عدد الأندية المشاركة فيه 5، وفاز فيه Olimpia Liepaja ‏.